# Ivon Benoît Bouckaert
Pour les articles homonymes, voir Bouckaert.
Ivon-Benoît Bouckaert est un juriste ecclésiastique, né à Lichtervelde vers l’année 1690, mort à Courtrai, le 14 octobre 1753.

## Biographie
Il fit ses études de philosophie à l’Université de Louvain, et obtint, en 1711, la sixième place à la promotion générale de la Faculté des Arts. Après avoir décroché le grade de licencié en théologie, il fut nommé curé à Zerkegem, près de Bruges. En 1725, il passa en la même qualité à la paroisse primaire de Saint-Martin, à Courtrai. L’évêque de Tournai le nomma plus tard doyen de chrétienté en cette ville. L’empereur Charles VI lui offrit, en 1739, la dignité de doyen du chapitre de Notre-Dame, à Courtrai mais il ne put se résoudre à l’accepter.

## Œuvres
- Specimen elucidationis tripartitæ casuum reservatorum in dioecesi Tornacensi, Duaci, fratres Derbaix, 1750, vol. in-12, 190 p[2]. Cet opuscule ne porte pas le nom de l’auteur sur le titre.
- Brevis deductio, qua ecclesiæ parochiali Cortracensi vindicatur jus privativum tenendi fontes baptismales adversus novissimam erectionem ejusmodi fontium in ecclesia collegiata ejusdem oppidi. Vol. in-fol. de 19 pages.
- Analysis prœtensi juris pastoratus primitivi Capituli B. M. V. Cortraci in ecclesiam parochialem ejusdem oppidi, Cortraci, typis Andreæ Moreel, 1735. Vol. in-fol.

Il avait, en outre, rassemblé tous les matériaux nécessaires pour la rédaction d’un traité De casibus reservatis.

## Source
- E.-H.-J. Reusens, Ivon-Benoît Bouckaert , in : Académie royale de Belgique, Bibliographie nationale, vol. 2, Bruxelles, H. Thiiry-Van Buggenhoudt, 1868, col. 780-781 (wikisource) ; d'après Jacques Goyers, Supplément à la Bibliotheca Belgica de J.-F. Foppens, vers 1764.
- Michel Houmant, Généalogie d'Ivo-Benoît Bouckaert, en ligne.